# Alcibiades
Alcibiades, con trai của Clinias,  /ˌælsəˈbaɪədiz/ Hy Lạp cổ đại: Ἀλκιβιάδης, Latinh hóa: Alkibiádēs, [alkibiádɛːs]; (k. 450–404 TCN) đến từ vùng Scambonidae, là một chính khách, nhà hùng biện đồng thời là một vị tướng kiệt xuất của Athena cổ đại. Ông là thành viên nổi bật cuối cùng của dòng họ nhà mẹ ông, nhà Alcmaeonidae, vốn bị suy sút sau Chiến tranh Peloponnesus. Ông đã đóng một vai trò quan trọng trong nửa sau của cuộc chiến như là cố vấn chiến lược, chỉ huy quân sự và chính trị gia.
Trong cuộc chiến, Alcibiades thay đổi khuynh hướng chính trị của mình vài lần. Ở Athena những năm đầu thập niên 410 tr.CN, ông chủ trương một chính sách ngoại giao hiếu chiến, một người hăng hái đề xướng Viễn chinh Sicilia, nhưng phải bỏ chạy tới Sparta sau khi các kẻ thù chính trị buộc ông tội báng bổ. Ở Sparta, ông phục vụ như một cố vấn chiến lược, dề xuất hoặc giám sát một số chiến dịch quan trọng chống lại Athena. Tuy nhiên cũng ở Sparta, ông sớm tạo ra nhiều kẻ thù hùng mạnh và bị buộc phải trốn sang Ba Tư. Ông phục vụ cho người Ba Tư cho đến khi người Athena triệu hồi ông. Ông trở lại làm một vị tướng Athena trong vài năm, nhưng cuối cùng bị buộc đày lần nữa.
Cuộc viễn chinh Sicilia là ý tưởng của Alcibiades, và các học giả cho rằng nếu dưới sự chỉ huy của bản thân ông thay vì Nicias', nó hẳn đã không phải kết cục thảm hại như trong thực tế. Trong những năm ông phục vụ Sparta, Alcibiades đã đóng một vai trò quan trọng trong việc phá hoại Athena; chiếm đóng Decelea và những cuộc nổi dậy của người Athena dưới sự khuyến khích của ông. Khi trở về thành phố quê hương, ông đã đóng một vai trò thiết yếu trong một chuỗi những thắng lợi mà cuối cùng đưa Sparta tới chỗ phải tìm kiếm một hòa ước với Athena. Ông ưa dùng các chiến thuật không chính thống, và thường chiến thắng các thành bang bằng lừa dối và thương lượng hơn là vây hãm. Tài năng quân sử của Alcibiades thường chứng tỏ là có giá trị cho mỗi nhà nước mà ông phục vụ, nhưng thiên hướng của ông tạo nên những kẻ thù mạnh khiến cho ông không duy trì vị trí ở nơi nào được lâu; và, đến lúc kết thúc cuộc chiến mà ông nhóm lại vào đầu những năm 410 tr.CN, uy thế chính trị của ông cũng biến mất.